# متين أكدولجير
مَتين آكدولجير هو ممثل تركي ولد في 10 أبريل 1988 لعائلة مهاجرة في مدينة بورصة. ومن أشهر أعماله هو مسلسل السلطانة كوسم والذي مثله بدور السلطان مراد الرابع 